# Мартинес, Максимино
Mаксимино Мартинес (исп. Maximino Martínez, 30 мая 1888 — 2 июня 1964) — мексиканский ботаник.

## Биография
Mаксимино Мартинес родился в штате Идальго 30 мая 1888 года. 
В Национальном автономном университете Мексики он получил учёную степень лиценциата в области биологических наук.
Мартинес был профессором в Escuela de Agricultura de Chapingo, ответственным за «Herbario Nacional de México» и «Sección de Botánica del Museo de Historia Natural».  
В 1941 году Mаксимино Мартинес стал соучредителем Ботанического общества Мексики, в котором он был президентом, а затем вечным секретарём. 
Mаксимино Мартинес умер 2 июня 1964 года. 

## Научная деятельность
Mаксимино Мартинес специализировался на семенных растениях.      

## Почести
Эндемичный вид муниципалитета Хучипила, штат Сакатекас, носящий название Pinus maximartinezii Rzed. (1964), был назван в его честь.